# Neil Davidson
Neil Forbes Davidson, baron Davidson de Glen Clova (né le 13 septembre 1950) est un avocat écossais et ancien avocat général pour l'Écosse.

## Jeunesse
Davidson est né à John et Flora Davidson, et fait ses études à l'Université de Stirling (BA), à l'Université de Bradford (MSc) et à l'Université d'Édimbourg (LLB, LLM), et est admis à la Faculty of Advocates en 1979. Sa pratique privée est en droit commercial et administratif.

## Carrière
Davidson est admis à la Faculté des avocats en 1979 et est nommé conseiller juridique adjoint permanent au registraire général en 1982 et au Département de la santé et de la sécurité sociale en 1988. Il est appelé au Barreau d'Angleterre et du Pays de Galles au Inner Temple en 1990 et nommé Conseiller de la reine en Écosse en 1993,. De 1993 à 2000, il est directeur du City Disputes Panel, un service privé de règlement des différends, et le 24 février 2000, il est nommé Solliciteur général pour l'Écosse, poste qu'il occupe jusqu'en novembre 2001. Il est membre de 11 King's Bench Walk Chambers, fondées par l'ancien Lord grand chancelier Derry Irvine.
Le 21 mars 2006, il est nommé au poste d'avocat général pour l'Écosse, vacant depuis la démission de Lynda Clark le 18 janvier, pour prendre ses fonctions de sénateur du College of Justice. Il est créé pair à vie, en tant que baron Davidson de Glen Clova, de Glen Clova à Angus, le 22 mars, et siège sur les bancs travaillistes. Après la défaite du Labour aux élections générales de 2010, Davidson est remplacé par le libéral démocrate Jim Wallace, ancien vice-premier ministre d'Écosse.
Davidson est le coauteur de Judicial Review in Scotland (1986). Il est chef de mission de la Commission internationale des juristes en Égypte lors de la séquestration du barreau égyptien en 1998. Il est l'organisateur du Comité des droits de l'homme de la Faculté des avocats.
En 2005, Davidson est nommé par le gouvernement britannique pour diriger un examen de la mise en œuvre de la législation de l'Union européenne au Royaume-Uni. Le rapport - connu sous le nom de «Davidson Review» - est publié en 2006 et recommande une série de mesures pour simplifier la mise en œuvre.